# Duncan MacDougall
Dr. Duncan "Om" MacDougall (c. 1866 - 15 de outubro de 1920) foi um médico de Haverhill (Massachusetts), que, no início do século XX, procurou medir a massa supostamente perdida por um corpo humano, quando a alma deixa o corpo após a morte.